# Syukuro Manabe
Syukuro "Suki" Manabe (真鍋 淑郎 Manabe Shukurō?,  Ehime, 21 de septiembre de 1931) es un meteorólogo y climatólogo japonés, pionero en el uso de computadoras para simulaciones de la conjetura de cambio climático global, y las variaciones naturales del clima. Fue uno de los galardonados con el Premio Nobel de Física en 2021.

## Trayectoria

### Carrera
Nacido en 1931, Manabe recibió su Ph.D. por la Universidad de Tokio en 1958; y se trasladó a EE. UU. para trabajar en la Sección de Investigaciones en Circulación General, del Weather Bureau de Estados Unidos, hoy el Fluid Dynamics Laboratory del NOAA, continuando hasta 1997. De 1997 a 2001, trabajó en el "Frontier Research System for Global Change", en Japón como Director de la División de Investigación del Calentamiento Global. En 2002 regresó a EE. UU. como colaborador visitante de investigación en el "Programa de Ciencia Atmosférica y Oceánica", de la Universidad de Princeton. Actualmente se desempeña como meteorólogo senior en esa universidad.

### Logros científicos
Trabajando en el Laboratorio Geofísico de Dinámica de Fluidos de NOAA, primero en Washington D. C. y más tarde en Princeton, New Jersey, Manabe trabajó con el director Joseph Smagorinsky desarrollando modelos científicos tridimensionales de la atmósfera. Como primer paso, Manabe y Wetherald, en 1967, desarrollaron un modelo unidimensional de una sola columna de la atmósfera en equilibrio radiativo-convectivo, con efecto de retroalimentación positiva del vapor de agua. Usando el modelo, encontraron que, en respuesta al cambio en la concentración atmosférica de dióxido de carbono, la temperatura aumenta en la superficie de la Tierra y en la tropósfera, mientras que disminuye en la estratosfera. El desarrollo del modelo radiativo-convectivo fue un paso críticamente importante hacia el desarrollo del modelo integral de circulación general de la atmósfera.·.
Usaron el modelo para simular por primera vez la respuesta tridimensional de la temperatura y el ciclo hidrológico para aumentar el dióxido de carbono. En 1969, Manabe y Bryan publicaron las primeras simulaciones del clima, mediante un modelo acoplado océano-atmósfera, en el cual el modelo de circulación general de la atmósfera se combinaba con el del océano. Durante la década de 1990 y principios de la década de 2000, el grupo de investigación de Manabe publicó documentos fundamentales utilizando los modelos oceánicos de atmósfera acoplada para investigar la respuesta dependiente del tiempo de clima a las cambiantes concentraciones de gases de efecto invernadero de la atmósfera. También aplicaron el modelo al estudio del cambio climático pasado, incluido el papel de la entrada de agua dulce en el océano Atlántico Norte como una posible causa del llamado abrupto cambio climático evidente en el registro paleoclimático.
Recibió en 2021 el premio Nobel de Física junto a Klaus Hasselmann y Giorgio Parisi. Compartió la mitad del premio con Hasselmann por sus descubrimientos acerca del «modelado físico del clima terrestre, cuantificando la variabilidad y prediciendo de manera confiable el calentamiento global».

## Premios y reconocimientos

### Membresías
- Academia Nacional de Ciencias de Estados Unidos
- Miembro extranjero de la Japan Academy
- Academia Europaea
- Royal Society of Canada

### Premios
- 1992, primer receptor del Premio Blue Planet de la Asahi Glass Foundation;
- 1995, recibió el Premio Asahi de Asahi News-Cultural Foundation;
- 1997, recibió el Premio Ambiental Volvo de la Fundación Volvo;[10]
- 2015, recibió la Medalla Benjamin Franklin del Instituto Franklin;
- 2016, coganador del Premio Fundación BBVA Fronteras del Conocimiento en la categoría de Cambio Climático, junto con el climatólogo James Hansen.[11]
- 2021, coganador del Premio Nobel de Física

- Carl-Gustaf Rossby Research Medal de la American Meteorological Society;
- Premio del segundo medio siglo;
- Premio Meisinger;
- Medallas William Bowie; y Revelle de la American Geophysical Union;
- Medalla Milutin Milankovitch de la European Geophysical Society.

El trabajo de Manabe y Bryan en el desarrollo del primer modelo climático mundial ha sido seleccionado como uno de los diez principales avances que se han producido en los primeros 200 años, por parte de la NOAA.
En honor de su retiro por la NOAA y el Laboratorio Geofísico de Dinámica de Fluidos, se celebró, en marzo de 1998, una reunión científica de tres días en Princeton (Nueva Jersey). En su honor se tituló "Understanding Climate Change: A Symposium in honor of Syukuro Manabe" (Comprender el cambio climático: un simposio en honor de Syukuro Manabe).
La reunión anual de 2005 de la American Meteorological Society incluyó un Simposio Especial Suki Manabe.

## Publicaciones seleccionadas
- Manabe, Syukuro; Smagorinsky, Joseph; Strickler, Robert F. (1965). «Simulated climatology of a general circulation model with a hydrologic cycle». Monthly Weather Review (American Meteorological Society) 93 (12): 769-798. Bibcode:1965MWRv...93..769M. ISSN 0027-0644. doi:10.1175/1520-0493(1965)093<0769:scoagc>2.3.co;2.
- Manabe, Syukuro; Wetherald, Richard T. (1967). «Thermal Equilibrium of the Atmosphere with a Given Distribution of Relative Humidity». Journal of the Atmospheric Sciences (American Meteorological Society) 24 (3): 241-259. Bibcode:1967JAtS...24..241M. ISSN 0022-4928. doi:10.1175/1520-0469(1967)024<0241:teotaw>2.0.co;2.
- Manabe, Syukuro; Bryan, Kirk (1969). «Climate Calculations with a Combined Ocean-Atmosphere Model». Journal of the Atmospheric Sciences (American Meteorological Society) 26 (4): 786-789. Bibcode:1969JAtS...26..786M. ISSN 0022-4928. doi:10.1175/1520-0469(1969)026<0786:ccwaco>2.0.co;2.
- Manabe, Syukuro; Wetherald, Richard T. (1975). «The Effects of Doubling the CO2Concentration on the climate of a General Circulation Model». Journal of the Atmospheric Sciences (American Meteorological Society) 32 (1): 3-15. Bibcode:1975JAtS...32....3M. ISSN 0022-4928. doi:10.1175/1520-0469(1975)032<0003:teodtc>2.0.co;2.
- Stouffer, R. J.; Manabe, S.; Bryan, K. (1989). «Interhemispheric asymmetry in climate response to a gradual increase of atmospheric CO2». Nature (Springer) 342 (6250): 660-662. Bibcode:1989Natur.342..660S. ISSN 0028-0836. S2CID 4251851. doi:10.1038/342660a0.
- Manabe, S.; Stouffer, R. J.; Spelman, M. J.; Bryan, K. (1991). «Transient Responses of a Coupled Ocean–Atmosphere Model to Gradual Changes of Atmospheric CO2. Part I. Annual Mean Response». Journal of Climate (American Meteorological Society) 4 (8): 785-818. Bibcode:1991JCli....4..785M. ISSN 0894-8755. doi:10.1175/1520-0442(1991)004<0785:troaco>2.0.co;2.
- Manabe, S.; Spelman, M. J.; Stouffer, R. J. (1992). «Transient Responses of a Coupled Ocean-Atmosphere Model to Gradual Changes of Atmospheric CO2. Part II: Seasonal Response». Journal of Climate (American Meteorological Society) 5 (2): 105-126. Bibcode:1992JCli....5..105M. ISSN 0894-8755. doi:10.1175/1520-0442(1992)005<0105:troaco>2.0.co;2.
- Manabe, Syukuro; Stouffer, Ronald J. (1995). «Simulation of abrupt climate change induced by freshwater input to the North Atlantic Ocean». Nature (Springer) 378 (6553): 165-167. Bibcode:1995Natur.378..165M. ISSN 0028-0836. S2CID 4302999. doi:10.1038/378165a0.
- Manabe, Syukuro; Stouffer, Ronald J (2000). «Study of abrupt climate change by a coupled ocean–atmosphere model». Quaternary Science Reviews (Elsevier BV) 19 (1–5): 285-299. Bibcode:2000QSRv...19..285M. ISSN 0277-3791. doi:10.1016/s0277-3791(99)00066-9.
- Manabe, Syukuro; Broccoli, Anthony J. (2020). Beyond global warming : how numerical models revealed the secrets of climate change. Princeton: Princeton University Press. ISBN 978-0-691-05886-3.